# Hans von Massenbach
Hans von Massenbach, död 1607, var en svensk ståthållare.

## Biografi
Hans von Massenbach var från en tysk ätt. Han var ståthållare på Stockholms slott och över Uppland.

### Egendom
Von Massenbach ägde Ökna och Hammarskog.

### Familj
Von Massenbach var gift med Margareta Vogtin von Fronhausen, dotter av Johann Vogt von Fronhausen och Margareta Rau von Holzhausen. De fick tillsammans barnen Margareta von Masenbach som var gift med ståthållaren Otto von Scheiding, Catharina von Massenbach son var gift med hovjunkaren och löjtnanten Johan Slatte och hovmästaren Tyge Gyllencreutz, Christina von Massenbach (död 1657) som var gift med generalkvartermästaren Georg Günther Kraill von Bemeberg, Elisabet von Massenbach som var gift med kaptenen Knut Lillie och Maria Magdalena von Masenbach som var gift med ståthållaren Christer Somme på Kalmar slott och kavalleriofficeren Knut Drake.